# Mihkel Veske
Mihkel Veske   (Holstre Rural Municipality, 28 de gener de 1843 - Kazan, 16 de maig de 1890) va ser un poeta i lingüista estonià.

## Biografia

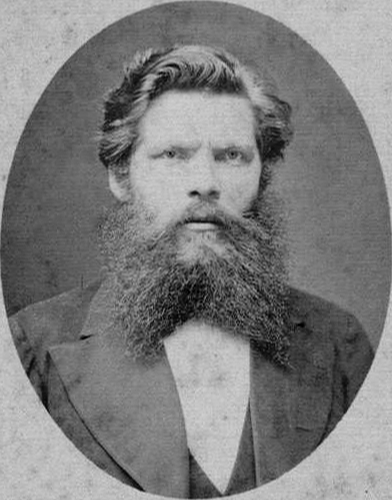
Mihkel Veske

Mihkel Veske va néixer a la granja Veske, parròquia de Holstre (ara al poble de Metsla, parròquia de Viljandi), al comtat de Viljandi al nord de Livònia a l’Imperi Rus. Va assistir a l'escola del poble a Pullerits, a l'escola parroquial a Paistu i a l'escola secundària a Tartu. Entre 1866 i 1867 va assistir a l'escola missionera de Leipzig. El 1872 es va graduar a la Universitat de Leipzig amb un títol de doctor. Va publicar el seu doctorat el 1873 sobre gramàtica comparada de llengües. Després, Veske va tornar a Estònia i va treballar com a periodista al diari Eesti Põllumees.
De 1874 a 1887, Veske va ser professor d’estonià a la Universitat de Dorpat. Des de 1886 fins a la seva prematura mort el 1890, Veske va ser professor de llengües ugrofineses a la Universitat de Kazan.
Durant la dècada de 1880, Veske va ser un dels principals representants del despertar nacional estonià. Va pertànyer als grups fortament patriòtics al voltant dels intel·lectuals i periodistes estonians com Carl Robert Jakobson. De 1882 a 1886 Veske va ser el president de la Societat de Literats Estonians. 1884 Veske va editar la revista Oma Maa (La meva terra).
Veske va ser un dels primers lingüistes estonians a utilitzar el mètode comparatiu de la lingüística històrica. Entre 1875 i 1884, passava els estius viatjant, comparant els dialectes de diferents regions. El 1880 va visitar Finlàndia, i el 1885/86 Hongria. Va defensar una llengua estàndard estoniana sobre la base del dialecte nord-estonià i l'ortografia fonètica. Durant la seva estada a Kazan, va estudiar les llengües del mari i del mordovià, i s'ocupà de les relacions culturals entre els pobles ugrofinesos i eslau. El 1881-83 va crear un llibre de text de dos volums de finès.
Després de la seva mort a Kazan, el cos de Veske va ser retornat a Estònia. Està enterrat al cementiri Uus-Jaani de Tartu (Dorpat). El bust de bronze de la seva tomba va ser creat per l'escultor estonià August Weizenberg (ara perdut).

## Poesia
La poesia de Veske està inspirada en la senzillesa de la cançó popular estoniana. Veske també va recollir poesia popular. Va traduir nombroses cançons populars alemanyes, russes, finlandeses i hongareses a l'estonià.

### Recull de poesia
- Viisidega laulud (1874)

- Dr. Veske laulud (1899)

- Mihkel Veske laulud (1931)